# Cernotina obliqua
Cernotina obliqua är en nattsländeart som beskrevs av Oliver S. Flint Jr. 1971. Cernotina obliqua ingår i släktet Cernotina och familjen fångstnätnattsländor. Inga underarter finns listade i Catalogue of Life.